# Wałentyn Chodukin
Wałentyn Mychajłowycz Chodukin (ukr. Валентин Михайлович Ходукін, ros. Валентин Михайлович Ходукин, Walentyn Michajłowicz Chodukin; ur. 17 sierpnia 1939 w Charkowie, zm. 16 grudnia 2020 we Lwowie) – ukraiński piłkarz, trener piłkarski.

## Kariera piłkarska

### Kariera klubowa
W 1961 ukończył studia w Instytucie Kultury Fizycznej we Lwowie. Karierę piłkarską rozpoczął w klubie Naftowyk Drohobycz. Potem występował w lwowskim Silmaszu, na bazie którego w 1963 został utworzony klub Karpaty Lwów. Następnie przeszedł do tarnopolskiego Awanharda, a kończył karierę piłkarską w zespole Sokił Lwów.

## Kariera trenerska
Po zakończeniu kariery piłkarskiej trenował reprezentację Lwowskiego Instytutu Kultury Fizycznej (LDIFK), w którym również pracował na wydziale piłki nożnej (do 1996). W 1989 otrzymał tytuł kandydata nauk technicznych. W latach 1980–1990 trenował studencką reprezentację Ukraińskiej SRR. W 1991 objął stanowisko głównego trenera profesjonalnego klubu Skała Stryj. Od 1992 pięć lat pracował w sztabie szkoleniowym lwowskich Karpat. Następnie trenował zespoły Cementnyk-Chorda Mikołajów, Werchowyna Użhorod oraz Dynamo Lwów. W 2002 powrócił do Karpat, gdzie prowadził kompleksową grupę naukowo-metodyczną. Od czerwca do grudnia 2002 pełnił funkcję głównego trenera Karpat. W grudniu 2003 został zaproszony trenować Krywbas Krzywy Róg, a w lipcu-wrześniu 2004 ponownie prowadził Karpaty Lwów. Potem zgodził się na propozycję wiceprezesa Anatolija Końkowa prowadzić grupę naukowo-analityczną klubu İnter Baku, a 4 czerwca 2006 objął stanowisko głównego trenera. Od 2009 pracuje w strukturze Interu.

## Sukcesy i odznaczenia

### Sukcesy klubowe
- mistrz Ukraińskiej SRR: 1964
- zdobywca Pucharu ZSRR spośród drużyn amatorskich: 1967

### Sukcesy trenerskie
- mistrz Azerbejdżanu: 2007/08